# Hadena obvia
Hadena obvia là một loài bướm đêm trong họ Noctuidae.